# Municipio de Crystal Lake (Dakota del Sur)
El municipio de Crystal Lake (en inglés: Crystal Lake Township) es un municipio ubicado en el condado de Aurora en el estado estadounidense de Dakota del Sur. En el año 2010 tenía una población de 51 habitantes y una densidad poblacional de 0,55 personas por km².

## Geografía
El municipio de Crystal Lake se encuentra ubicado en las coordenadas 43°38′7″N 98°36′16″O / 43.63528, -98.60444. Según la Oficina del Censo de los Estados Unidos, el municipio tiene una superficie total de 93.4 km², de la cual 92,74 km² corresponden a tierra firme y (0,7 %) 0,65 km² es agua.

## Demografía
Según el censo de 2010, había 51 personas residiendo en el municipio de Crystal Lake. La densidad de población era de 0,55 hab./km². De los 51 habitantes, el municipio de Crystal Lake estaba compuesto por el 100 % blancos. Del total de la población el 0 % eran hispanos o latinos de cualquier raza.